# 石谷清憐
石谷 清憐（いしがや きよとも）は、江戸時代の旗本。

## 生涯
石谷清夤の6男に生まれる。兄の石谷清馨の病気が重くなったため兄の養子となり、明和7年（1770年）6月5日、その遺跡を継ぐ。安永4年（1775年）4月14日、御書院番となる。安永5年（1776年）4月、徳川家治の日光社参の時、これに従ったという。

## 子女
- 石谷清英（いしがや きよふさ）

別称：重固（しげかた）、英次郎。永井直期の4男である牧野成融の子として生まれる。石谷清憐の養子となりその娘を妻としたが、石谷清憐に先立って死ぬ。
- 石谷清暠

神田敷馬正之の4男。石谷清憐の娘を妻としてその跡を継ぐ。
- 女子

石谷清憐の養子である石谷清英に嫁ぐ。石谷清英が死んだため、石谷清憐の養子の石谷清暠と再婚した。
- 女子

不明
- 女子

不明